# Bistum Gaspé
Das Bistum Gaspé (lat.: Dioecesis Gaspesiensis) ist eine in Kanada gelegene römisch-katholische Diözese mit Sitz in Gaspé.

## Geschichte
Das Bistum Gaspé wurde am 5. Mai 1922 durch Papst Pius XI. aus Gebietsabtretungen des Bistums Rimouski errichtet. Es ist dem Erzbistum Rimouski als Suffraganbistum unterstellt.

## Bischöfe von Gaspé
- 1922–1945 François-Xavier Ross
- 1945–1957 Albini LeBlanc
- 1957–1964 Paul Bernier
- 1965–1968 Louis Fortier, dann Erzbischof von Sherbrooke
- 1968–1973 Gilles Ouellet PME, dann Erzbischof von Rimouski
- 1973–1992 Bertrand Blanchet, dann Erzbischof von Rimouski
- 1993–2001 Raymond Dumais
- 2002–2016 Jean Gagnon
- 2016–2023 Gaétan Proulx OSM
- seit 2023 Claude Lamoureux[1]